# Jang So-hee
Jang So-Hee (15 de março de 1978) é uma handebolista sul-coreana. medalhista olímpica.
Jang So-Hee fez parte da geração medalha de prata em Atenas 2004. 